# Spider-Ham
Spider-Ham (Peter Porker) es un personaje ficticio un superhéroe que aparece en los cómics estadounidenses publicados por Marvel Comics. El personaje es un antropomórfico animal divertido parodia de Spider-Man, y fue creado por Tom DeFalco y Mark Armstrong.
Su primera aparición fue en el one-shot de humor Marvel Tails Starring Peter Porker, the Spectacular Spider-Ham #1, que luego fue seguido por una serie bi-mensual en cursó, Peter Porker, the Spectacular Spider-Ham. La serie duró 17 números, todos los cuales fueron publicados por la imprenta Star Comics de Marvel. El personaje existía en la Tierra-8311, que era un universo poblado por versiones antropomorfas de animales de los superhéroes Marvel. Spider-Ham hizo su debut cinematográfico en Spider-Man: Into the Spider-Verse (2018), con la voz de John Mulaney.

## Biografía del personaje ficticio
Peter Porker nació como una araña (simplemente llamada Peter). Residió en el laboratorio del sótano de May Porker, una científica de animales un poco torpe que había creado el "primer secador de pelo con energía atómica del mundo," con la esperanza de que "la introducción de la fusión nuclear en los salones de belleza de Estados Unidos" podría "revolucionar la industria del cuidado del cabello". Después de rociar su cabeza con agua y activar el secador, May Porker se irradió accidentalmente a sí misma, y en un ataque de delirio, mordió a Peter, que luego se vio transformado en un cerdo antropomorfo muy parecido a la propia May Porker. Huyendo de la granja Porker desorientado, Peter pronto se dio cuenta de que aún conservaba las habilidades de una araña:

"¡Esto es asombroso! ¿Soy una araña con las limitaciones de un cerdo? ¿O un cerdo con la fuerza y agilidad proporcionadas de una araña? Me he convertido en algo más grande que una araña o un cerdo... ¡Me he convertido en Spider-Ham!"
Peter Porker, the Spectacular Spider-Ham #15 (Mayo de 1987)

Después de esta sorprendente serie de eventos, Peter (quien adoptó el apellido "Porker", el de su benefactor May Porker, quien después del accidente se adaptó mentalmente a un estado en el que ella creía que era la tía amorosa de Peter) se dedicó a él y a su recién descubierto habilidades para luchar contra la injusticia y la parodia animal ocasional de villanos establecidos de Marvel Comics. El genio científico de May Porker fue transferido a Peter, lo que le dio el know-how para diseñar sus guanteletes para reemplazar su habilidad natural perdida.

### Desventuras
Porker, en su primera aventura del alter ego con temática arácnida se asoció con el Capitán América, en su intento de frustrar el plan nefasto de "El Merodeador", en una serie de eventos que llevaron a la creación de Hulk-Bunny (Marvel Tails #1, "If He Should Punch Me").
Varios meses más tarde, Spider-Ham encontró a su némesis principal y uno de sus únicos enemigos recurrentes en la forma del Ducktor Muerte, una parodia de pato del Doctor Muerte (Peter Porker, the Spectacular Spider-Ham #1, "The Mysterious Island of Ducktor Doom"). Spider-Ham se encontraría de nuevo con Muerte cuando Porker frustrara el plan aspirante de conquista del mundo para crear un ejército de súper-verduras vivientes (Peter Porker, the Spectacular Spider-Ham #6, "Salad Daze").
Otras amenazas notables que Porker enfrentaría a lo largo del camino son la Rana-Toro (una parodia del villano de Marvel, el Hombre-Toro), el Ratonero (una toma de zarigüeya del adversario de Spider-Man, el Buitre), Hogzilla (una contraparte porcina al más popular Godzilla), y el Rey Cerdo (aparentemente el equivalente porcino del jefe de la mafia de Marvel, Kingpin).
Tres personajes, no paralelos a nadie en la serie de Spider-Man, también comienzan en #1: J.Jeremiah Jackal, Jr. (el sobrino de J.Jonah Jackal), Bunson Bunny y Upton Adam Stray (un gato con sombras), todos los aprendices junior del Daily Beagle. Ellos adquieren superpoderes en #15, fomentando a Spider-Ham en su decisión ya realizada de abandonar su carrera de superhéroe. Pero manosean totalmente su primera misión, obligando a Peter Porker a reanudar su alter ego como Spider-Ham. Otras desventuras de los Brigavenados Beagle estaban en las historias en Marvel Tales.
La serie también incluye una historia protagonizada por personajes como Deerdevil (Daredevil), el Motorista Ganso (Motorista Fantasma) y los Peludos Fantásticos (los Cuatro Fantásticos). Algunas de estas historias eran contradictorias, presentando diferentes versiones antropomórficas de personajes de diferentes historias, como dos contrapartes de Namor: el Comerciante Submarino (un perro) y el Marsupial Submarino (posiblemente un wombat). (Nota: la Antorcha Asnal (un burro) que apareció en una historia con el Marsupial Submarino y la Antorcha Simia de los Peludos Fantásticos no son dos variantes de la Antorcha Humana de los Cuatro Fantásticos; desde que fue representado como anciano en los años 1980, y referido como un "viejo compañero de entrenamiento" del Marsupial Submarino, él era obviamente una contraparte de la Antorcha Humana de la edad de oro.)

### Marvel Zombies
Cuando en un universo alterno, Spider-Ham viaja accidentalmente al universo de Marvel Zombies, de repente es zombificado por un grupo de zombis, es decir, el Capitán América, Hulk, y Lobezno. Parece que él recibe un disparo directamente en la cabeza con una bala de energía por el Ultrón de la Tierra 616, matándolo con eficacia, pero en un estado zombie, Spider-Ham se convirtió en.... Ham-ibal Lecter.

### Spider-Verse
Durante la historia de Spider-Verse, que mostraba a Spider-Men de varias realidades alternativas, Spider-Ham se convirtió en miembro del Spider-Army que luchaba contra los herederos. Jugó un papel crucial en la confrontación final cuando se cambia de lugar con Benjy Parker (el hermano pequeño de Spider-Girl de Tierra-982) - una de las tres sacrificios necesarios para los herederos de destruir el Spider-Totems - permitiendo a Ben Parker a lleva a Benjy a la seguridad.

### Secret Wars
Durante el evento de Secret Wars, cuando todos los universos fueron destruidos y sus restos formaron un solo planeta llamado Battleworld, Spider-Ham se encontró a sí mismo como el único cerdo en el dominio de Battleworld llamado Arachnia y terminó como cautivo de su alcalde, Norman Osborn. Fue rescatado por Spider-Gwen, y los dos finalmente descubrieron y se unieron a otras personas con poderes de araña (Spider-Man Noir, Spider-Man: India, Spider-UK y Anya Corazon), ninguno de los cuales recordó su encuentro previo durante el Spider-Verse original.

### Web Warriors
Luego de la conclusión de Secret Wars, el equipo de seis Spiders que se formó durante el evento se presentó en una nueva serie en curso llamada Web Warriors, un nombre que fue acuñado por Peter Parker de la serie de televisión, Ultimate Spider-Man durante el Spider-Verse original.

## Post-cancelación
Después de la cancelación de su serie solista, Marvel Tales, una serie mensual de reimpresión que se especializó en la reimpresión de las anteriores aventuras de Spider-Man comenzó a llevar a Porker como una característica en 1987, comenzando con la edición #201 (cubierta fechada en julio de 1987).
Estas aventuras aparecieron esporádicamente, en los volúmenes #201-212, 214-219, 223-230, 233, 236, 237, 239, 240, y 247
Entre otros personajes, las historias Marvel Tales introdujo a Frank Carple, el Peztigador (una parodia del Castigador).
Otro aspecto notable del personaje fue en el título de antologías de humor de Marvel, What The--?! En la edición #3 de dicho título (cubierta fechada de octubre de 1988), Porker conoció a Raven el cazador (una parodia de la némesis de Spider-Man, Kraven el cazador) en una historia que satirizaba la conocida historia "La última cacería de Kraven", que había aparecido un año antes en los títulos de Spider-Man de Marvel. Spider-Ham también hace apariciones en las ediciones #18, 20, 22, y 24 de What The--?!
Incluso la línea de títulos una vez popular de Marvel 2099 no estaba a salvo, como se ve en la edición 26 de What The--?! (cubierta de fecha en otoño de 1993), que contó con "Spider-Ham 15.88", un despegue humorístico sobre la futura contraparte de Peter Parker, Miguel O'Hara también conocido como Spider-Man 2099. El "15.88" no es visto como un año, sino más bien una toma chistosa en el precio de un jamón.
Spider-Ham también ha aparecido en la portada Wha...Huh? #1, y fue mencionado, como un personaje ficticio en el Universo Marvel de la Tierra-616, en Generation X #52.
Spider-Man Family #1 (one-shot de 2005) presentó una historia de dieciséis páginas de Spider-Girl, en la que May Parker (la hija de Peter Parker) observa un DVD mostrando una pequeña parte de una serie ficticia animada de Spider-Ham, descubriendo que fue creada por uno de los enemigos de Spider-Man, Jack O'Lantern. Aquí, Spider-Ham parece ser principalmente una parodia de Batman. También en el volumen, hay una reimpresión parcial de Marvel Tails #1.
Spider-Ham fue seleccionado por los fanes y los minoristas para ser el centro de la cubierta variante final de Mike Wieringo para el cross-over de Spider-Man: The Other, Amazing Spider-Man #528. 
En enero de 2007, J. Michael Straczynski escribió el one-shot Ultimate Civil War Spider-Ham, presentando el intento de Spider-Ham por encontrar sus "globos de pensamiento" perdidos contra una parodia de la Guerra Civil. La historia no encajaba con la "continuidad" establecida previamente de Spider-Ham.
Tom Defalco volvió al mundo de Spider-Ham en 2009, en las páginas de Amazing Spider-Man Family #4-5. Incluso introduce a Swiney-Girl la hija de Spider-Ham, y su homólogo de otra creación de Defalco Spider-Girl. Una vez más, la historia se aleja de la continuidad establecid, aunque floja, de las historias originales de Spider-Ham alterando el origen del personaje y los personajes secundarios, sobre todo en establecer a Peter Porker como un cerdo-nato mordido por una araña radiactiva (directamente reflejando el origen de Spider-Man) y la alteración de su interés amoroso (una contraparte de Mary Jane Watson) de un búfalo de agua a una grulla.
También ha luchado junto a los Bebés X en el volumen #4 (marzo de 2010) de su miniserie de 4 números desde 2009 hasta 2010.
Para conmemorar el aniversario de Peter Porker, The Spectacular Spider-Ham #1, Marvel lanzó el Spider-Ham 25th Anniversary Special en julio de 2010, con Tom Defalco escribiendo las historias de Spider-Ham y Swiney-Girl. Estas historias cuentan con la mayor parte de elenco y el origen inicial de Spider-Ham, pero incorpora al personaje de Mary Crane Watsow de Amazing Spider-Man Family en lugar de su homólogo original.
Spider-Ham hará su debut en el cine en el largometraje animado "Spider-Man: Un nuevo universo" junto al Spider-Man tradicional, Miles Morales, Spider-Gwen, Peni Parker y Spider-Man Noir.

## Otros personajes
La Tierra 8311 contó con parodias antropomórficas de una variedad de otros personajes de Marvel.
| Personaje                                        | Verdadero personaje de Marvel           | Animal                                              | Primera aparición                                                 |
| ------------------------------------------------ | --------------------------------------- | --------------------------------------------------- | ----------------------------------------------------------------- |
| Spider-Ham / Peter Porker                        | Spider-Man                              | Araña/Cerdo                                         | Marvel Tails Starring Peter Porker, the Spectacular Spider-Ham #1 |
| Spider-Ham 15.88 / Piguel O'Malley               | Spider-Man 2099                         | Araña/Cerdo                                         | What The--?! #26                                                  |
| May Porker                                       | Tía May                                 | Cerdo                                               | Marvel Tails Starring Peter Porker, the Spectacular Spider-Ham #1 |
| Mary Jane Waterbuffalo                           | Mary Jane Watson                        | Búfalo de agua                                      | Peter Porker, the Spectacular Spider-Ham #15                      |
| Mary Crane Watsow                                | Mary Jane Watson                        | Grulla                                              | Amazing Spider-Man Family #4                                      |
| J. Jonah Jackal/Chacal Negro                     | J. Jonah Jameson                        | Chacal                                              | Marvel Tails Starring Peter Porker, the Spectacular Spider-Ham #1 |
| Batty Brant                                      | Betty Brant                             | Murciélago                                          | Peter Porker, the Spectacular Spider-Ham #15                      |
| Betty Branteater                                 | Betty Brant                             | Oso hormiguero                                      | Marvel Tales #230                                                 |
| Flash Tomcat                                     | Flash Thompson                          | Gato                                                | Peter Porker, the Spectacular Spider-Ham #15                      |
| Liz Alleycat                                     | Liz Allan                               | Gato                                                | Peter Porker, the Spectacular Spider-Ham #15                      |
| Awful Flight                                     | Alpha Flight                            | Varios                                              | Peter Porker, the Spectacular Spider-Ham #6                       |
| Summersquash/Walrus Lamebrainski de Awful Flight | Sasquatch                               | Morsa                                               | Peter Porker, the Spectacular Spider-Ham #6                       |
| Snow-Youse de Awful Flight                       | Ave Nevada                              | Desconocido                                         | Peter Porker, the Spectacular Spider-Ham #6                       |
| Hockeypuck de Awful Flight                       | Puck                                    | Castor                                              | Peter Porker, the Spectacular Spider-Ham #6                       |
| Aroma de Awful Flight                            | Aurora                                  | Mofeta                                              | Peter Porker, the Spectacular Spider-Ham #6                       |
| Deerdevil / Batt Burdock                         | Daredevil                               | Venado                                              | Peter Porker, the Spectacular Spider-Ham #7                       |
| Kay-Mar el Comerciante Submarino                 | Namor el Hombre Submarino               | Perro                                               | Peter Porker, the Spectacular Spider-Ham #10                      |
| Marsupial Submarino                              | Namor el Hombre Submarino (Edad Dorada) | Marsupial (posiblemente un wombat)                  | Peter Porker, the Spectacular Spider-Ham #9                       |
| Antorcha Asnal                                   | Antorcha Humana                         | Burro                                               | Peter Porker, the Spectacular Spider-Ham #9                       |
| Motorista Ganso                                  | Motorista Fantasma                      | Ganso                                               | Marvel Tails Starring Peter Porker, the Spectacular Spider-Ham #1 |
| Ducktor Muerte                                   | Doctor Muerte                           | Pato                                                | Peter Porker, the Spectacular Spider-Ham #1                       |
| Ratonero                                         | Buitre                                  | Zarigüeya                                           | Peter Porker, the Spectacular Spider-Ham #2                       |
| Rana Toro                                        | Hombre-Toro                             | Rana                                                | Peter Porker, the Spectacular Spider-Ham #2                       |
| Doctor Octopussy Cat                             | Doctor Octopus                          | Gato                                                | Peter Porker, the Spectacular Spider-Ham #17                      |
| Hulk-Bunny / Dr. Bruce Bunny                     | Hulk                                    | Conejo                                              | Marvel Tails Starring Peter Porker, the Spectacular Spider-Ham #1 |
| Capitán Américat / Steve Mouser                  | Capitán América                         | Gato                                                | Marvel Tails Starring Peter Porker, the Spectacular Spider-Ham #1 |
| Rey Cerdo                                        | Kingpin                                 | Cerdo                                               | Peter Porker, the Spectacular Spider-Ham #12                      |
| Bee-Yonder                                       | Todopoderoso                            | Abeja                                               | Peter Porker, the Spectacular Spider-Ham #12                      |
| Hogzilla                                         | Godzilla                                | Cerdo/Lagarto                                       | Peter Porker, the Spectacular Spider-Ham #8                       |
| Mechano-Hogzilla                                 | Mechagodzilla                           | Cerdo                                               | Peter Porker, the Spectacular Spider-Ham #8                       |
| Hobgobbler                                       | Duende                                  | Pavo                                                | Peter Porker, the Spectacular Spider-Ham #15                      |
| Paw                                              | Klaw                                    | Oso                                                 | Marvel Tales #207                                                 |
| Pez Gata Negro                                   | Gata Negra                              | Pez gato                                            | Marvel Tales #207                                                 |
| Raven el cazador                                 | Kraven el cazador                       | Cuervo                                              | What The--?! #3                                                   |
| Crayfin el Colorido                              | Kraven el cazador                       | Cangrejo de río                                     | Spider-Ham 25th Anniversary Special #1                            |
| Doc Clamson                                      | Doc Samson                              | Almeja                                              | Peter Porker, the Spectacular Spider-Ham #16                      |
| Croctor Extraño                                  | Doctor Extraño                          | Cocodrilo                                           | Peter Porker, the Spectacular Spider-Ham #4                       |
| Magsquito                                        | Magneto                                 | Mosquito                                            | Peter Porker, the Spectacular Spider-Ham #2                       |
| Bichos X                                         | Patrulla X                              | Varios (insectos)                                   | Peter Porker, the Spectacular Spider-Ham #2                       |
| Iron Mouse                                       | Iron Man                                | Ratón                                               | Peter Porker, the Spectacular Spider-Ham #3                       |
| Nagneto                                          | Magneto                                 | Caballo                                             | Peter Porker, the Spectacular Spider-Ham #3                       |
| Thrr, Perro del Trueno                           | Thor                                    | Perro                                               | Peter Porker, the Spectacular Spider-Ham #5                       |
| Ardilla Plateada                                 | Estela Plateada                         | Ardilla                                             | Peter Porker, the Spectacular Spider-Ham #8                       |
| El Perro Guardián                                | Uatu el Vigilante                       | Perro                                               | Peter Porker, the Spectacular Spider-Ham #8                       |
| El Vigilante                                     | Uatu el Vigilante                       | Búho                                                | Marvel Tales #237                                                 |
| Croar y Tejón                                    | Capa y Puñal                            | Rana y tejón                                        | Peter Porker, the Spectacular Spider-Ham #16                      |
| Hormiga Hormiga                                  | Hombre Hormiga                          | Hormiga                                             | Peter Porker, the Spectacular Spider-Ham #11                      |
| Manatí de Arena                                  | Hombre de Arena                         | Manatí                                              | Peter Porker, the Spectacular Spider-Ham #11                      |
| Galactypus                                       | Galactus                                | Ornitorrinco                                        | Peter Porker, the Spectacular Spider-Ham #12                      |
| Nick Peludo Agente de S.H.E.E.P.                 | Nick Furia                              | Oso                                                 | Peter Porker, the Spectacular Spider-Ham #13                      |
| Dodo Dugan                                       | Dum Dum Dugan                           | Dodo                                                | Peter Porker, the Spectacular Spider-Ham #13                      |
| Canguro el Conquistador                          | Kang el Conquistador                    | Canguro                                             | Peter Porker, the Spectacular Spider-Ham #15                      |
| Ultrog                                           | Ultrón                                  | Gorila                                              | Peter Porker, the Spectacular Spider-Ham #15                      |
| Cuácula                                          | Drácula                                 | Pato                                                | Peter Porker, the Spectacular Spider-Ham #13                      |
| Los Peludos Fantásticos                          | Los Cuatro Fantásticos                  | Varios                                              | Peter Porker, the Spectacular Spider-Ham #1                       |
| Mooster Fantástico of the Fantastic Fur          | Mister Fantástico                       | Alce                                                | Peter Porker, the Spectacular Spider-Ham #1                       |
| Gorila Invisible of the Fantastic Fur            | Mujer Invisible                         | Gorila                                              | Peter Porker, the Spectacular Spider-Ham #1                       |
| Antorcha Simio of the Fantastic Fur              | Antorcha Humana                         | Gorila                                              | Peter Porker, the Spectacular Spider-Ham #1                       |
| Thang / Ben Grizzly of the Fantastic Fur         | Cosa                                    | Oso pardo                                           | Peter Porker, the Spectacular Spider-Ham #1                       |
| Los Carroñeros                                   | Los Vengadores                          | Varios                                              | Peter Porker, the Spectacular Spider-Ham #15                      |
| Chucho Escarlata de los Carroñeros               | Bruja Escarlata                         | Perro                                               | Peter Porker, the Spectacular Spider-Ham #15                      |
| Cuacurio de los Carroñeros                       | Mercurio                                | Pato                                                | Peter Porker, the Spectacular Spider-Ham #15                      |
| Ojo de Gallina de los Carroñeros                 | Ojo de Halcón                           | Gallina                                             | Peter Porker, the Spectacular Spider-Ham #15                      |
| Panda Negro de los Carroñeros                    | Pantera Negra                           | Panda                                               | Peter Porker, the Spectacular Spider-Ham #15                      |
| Paloma de los Carroñeros                         | Visión                                  | Paloma                                              | Peter Porker, the Spectacular Spider-Ham #15                      |
| Barón Zebro                                      | Barón Zemo                              | Cebra                                               | Peter Porker, the Spectacular Spider-Ham #16                      |
| Peep Pote de Pasta                               | Pete Pote de Pasta                      | Oveja                                               | Peter Porker, the Spectacular Spider-Ham #16                      |
| Oloroso Loco                                     | Pensador Loco                           | Mofeta                                              | Peter Porker, the Spectacular Spider-Ham #16                      |
| Ham-Droide                                       | Asombroso Androide                      | Cerdo                                               | Peter Porker, the Spectacular Spider-Ham #16                      |
| Mandaríncola                                     | Mandarín                                | Lémur de cola anillada                              | Peter Porker, the Spectacular Spider-Ham #16                      |
| Doo Wop Doo                                      | Fin Fang Foom                           | Dragón                                              | Peter Porker, the Spectacular Spider-Ham #16                      |
| Ardilla Gris                                     | Gárgola Gris                            | Ardilla                                             | Peter Porker, the Spectacular Spider-Ham #14                      |
| Peztigador / Frank Carple                        | Castigador                              | Pez                                                 | Marvel Tales #212                                                 |
| Muela de Cerdo                                   | VenOM/Simbionte                         | Cerdo/Simbionte                                     | What The--?! #20                                                  |
| Mestizo-dor                                      | Conmocionador                           | Perro                                               | Marvel Tales #201                                                 |
| Flash Tombenstain Oso                            | Lápida/Flash Thompson                   | Oso                                                 | Marvel Tales #227                                                 |
| Capitán Zuniverso                                | Capitán Universo                        | Fuerza cósmica/Cerdo (cuerpo huésped de Spider-Ham) | Marvel Tales # 236                                                |
| Anya la Chica Hormiga                            | Anya Corazón                            | Hormiga                                             | Spider-Man Family #1                                              |
| Hamneto                                          | Magneto                                 | Cerdo                                               | Ultimate Civil War Spider-Ham #1                                  |
| Capitán Hamérica Ultimate                        | Capitán América                         | Cerdo                                               | Ultimate Civil War Spider-Ham #1                                  |
| Jamón Verde (con huevos)                         | Hulk                                    | Cerdo                                               | Ultimate Civil War Spider-Ham #1                                  |
| Jamón Endemoniado                                | Daredevil                               | Cerdo                                               | Ultimate Civil War Spider-Ham #1                                  |
| Hambito                                          | Gambito                                 | Cerdo                                               | Ultimate Civil War Spider-Ham #1                                  |
| Iron Ham                                         | Iron Man                                | Cerdo                                               | Ultimate Civil War Spider-Ham #1                                  |
| Wolvzham                                         | Wolverine                               | Cerdo                                               | Ultimate Civil War Spider-Ham #1                                  |
| El Jamón Fantástico                              | Los Cuatro Fantásticos                  | Cerdos                                              | Ultimate Civil War Spider-Ham #1                                  |
| Jamón Hormiga                                    | Hombre Hormiga                          | Cerdo                                               | Ultimate Civil War Spider-Ham #1                                  |
| Swiney-Girl                                      | Spider-Girl de la Tierra 982            | Araña/cerdo                                         | Amazing Spider-Man Family #4                                      |
| Pavo Verde                                       | Duende Verde                            | Pavo                                                | Amazing Spider-Man Family #4                                      |
| Eelectro                                         | Electro                                 | Anguila eléctrica                                   | Spider-Ham 25th Anniversary Special #1                            |
| Mysterisimio                                     | Mysterio                                | Gorila                                              | Spider-Ham 25th Anniversary Special #1                            |
| Pandpool                                         | Deadpool                                | Panda                                               | Deadpool kills Deadpool #2-4                                      |
| Deadpool el pato                                 | Deadpool/Howard el pato                 | Pato                                                | Deadpool kills Deadpool #2                                        |
| Rexpool                                          | Deadpool                                | Tiranosaurio                                        | Deadpool Kills Deadpool                                           |
| Dogpool                                          | Deadpool                                | Perro                                               | Deadpool Corps                                                    |

## En otros medios

### Televisión
- Spider-Ham es mencionado en la serie de dibujos animados Ultimate Spider-Man:[6] En "El Vuelo de la Araña de Hierro", Iron Man muestra a Spider-Man una máquina que podría dispersar las partículas de cualquier objeto físico dentro de universos paralelos. Spider-Man se imagina brevemente que se está convirtiendo en Spider-Ham como resultado. En "Corre, cerdo, corre", Loki (disfrazado de vendedor de perritos calientes) le da a Spider-Man un hot dog encantado que lo convierte en Spider-Ham el día de Asgardsreia, un día festivo donde los asgardianos van de cacería a lo largo del día, como recompensa. Para detener uno de sus esquemas anteriores. Con la ayuda de Thor, el Agente Coulson, Nick Fury, y sus compañeros de equipo, Spider-Ham evade a Skurge y sus cazadores asgardianos hasta la puesta del sol, donde vuelve a la normalidad y golpea a Loki.
  - El Spider-Ham real aparece en los episodios de "El Univers-Araña", con la voz de Benjamin Diskin. Esta versión de Peter Porker era un cerdo que obtuvo sus poderes de una araña que cayó en la masa para panqueques de la Tía May y le transfirió las vitaminas y los poderes, convirtiéndose en Spider-Ham. Él usa sus poderes para el bien e incluso se une a los Vengadores, pero decide renunciar después de que J. Jonah Jackal se vuelve público contra él. En el episodio "Spider-Verse" Pt. 2, se encuentra con Spider-Man (a quien confundió con un mono) mientras se relaja en su piscina de barro. Con el estímulo de Spider-Man, decide convertirse en Spider-Ham una vez más y ayuda a luchar contra el Duende Verde. Aunque el Duende aún logra obtener ADN de su barbilla, Spider-Ham es ofrecido por Iron Mouse un lugar en el equipo de los Vengadores que él acepta. En el episodio "El Univers-Araña" Pt. 4, Spider-Ham aparece a lo largo con Spider-Man 2099, Spider-Girl, Spider-Man Noir, Spyder-Knight y Miles Morales para ayudar a Spider-Man a derrotar a Spider-Goblin y Electro. En el episodio "Regreso al Univers-Araña, Parte 1", Spider-Ham termina en la sala de estar de Peter Parker junto a Spyder-Knight y la madre de Miles Morales, Rio, debido a los efectos del destrozado Sitio Peligroso.

### Cine
- Spider-Ham aparece en Spider-Man: Un nuevo universo, con la voz de John Mulaney.[7] Llega al universo de Miles Morales junto con Spider-Man Noir y Peni Parker. Esta versión sigue un comportamiento similar de divertidos dibujos animados de animales como se ve en los dibujos animados de la época dorada de la animación estadounidense, completa con un mazo gigante y caídas de yunque, ya que el personaje se parece al personaje de Looney Tunes Porky Pig (incluyendo el uso de la frase de Porky, "Eso es todo"). Su origen sigue siendo el mismo y parece ser consciente del hecho de que los animales que hablan no son una cosa normal en otros universos. Él usa su conjunto único de habilidades para acabar con Escorpión junto a Spider-Man Noir y Peni Parker. Antes de regresar a casa a su propia dimensión, deja su mazo de dibujos animados con Miles como recuerdo.
  - Spider-Ham aparece en la precuela del cortometraje Caught in a Ham, que se incluye en la versión digital y blu-ray de la película. Mulaney retoma su papel. En el corto, Spider-Ham se enfrenta al Doctor Crawdaddy (con la voz de Aaron LaPlante) en sus típicas habilidades desafiantes de dibujos animados. Al final, el portal que absorbió a los otros héroes araña aparece y comienza a alterar sus esquemas de animación antes de succionarlo, lo que lleva a su introducción en la película.
  - El audio de archivo de Mulaney aparece brevemente en la secuela de la película, Spider-Man: Across the Spider-Verse (2023), y también aparece en la escena final de la película como parte del equipo de Gwen para rescatar a Miles, junto con Noir y Peni.
  - Mulaney también expresó interés en una posible película protagonizada por Spider-Ham, describiendo su trama como una historia similar a Watergate en la línea de The Post o All the President's Men mientras se enfoca en la carrera del personaje como reportero.[8][9]
- Mulaney volvió a dar voz a Spider-Ham en el cortometraje animado Back on the Air, que fue creado para promover la aparición del personaje en el videojuego Marvel Contest of Champions (ver más abajo).[10][11]

### Videojuegos
- En el videojuego Spider-Man: Web of Shadows, Spider-Man menciona a Porker en una conversación.
- Spider-Ham aparece en el videojuego Spider-Man: Shattered Dimensions. En la introducción, Madame Web muestra las imágenes de varios universos alternativos a Spider-Man, que luego nota la imagen de Spider-Ham y dice "¿Es eso un... cerdo animado?" En una escena durante los créditos, Spider-Ham aparece ante Madame Web respondiendo a su llamada para salvar el universo demasiado tarde preguntando "¿Qué me he perdido?".
- Una de las citas de victoria de Spider-Man en Marvel vs. Capcom 3: Fate of Two Worlds es "Hombre, apuesto a que el Asombroso Spider-Ham pudo haberte vencido." Spider-Ham también aparece como una tarjeta de ayuda en el modo "Héroes contra Heraldos" de Ultimate Marvel vs. Capcom 3.
- Spider-Ham tiene un cameo en Spider-Man: Edge of Time. Se le ve encerrado en un tanque de estasis en el edificio Alchemax en el capítulo 15. Él también aparece en los dibujos de Peter en los créditos, en una lucha de broma contra Spider-Man 2099.
- Spider-Ham se puede comprar como una mascota en Marvel Heroes.
- Spider-Ham estaba disponible como un héroe adquirible en Marvel Super Hero Squad Online el 15 de marzo de 2014 para celebrar el aniversario del juego.
- Spider-Ham aparece como un personaje jugable en Lego Marvel Super Heroes 2.[12] Él puede ser desbloqueado completando una búsqueda itinerante gratuita para él que implica rescatar a sus amigos, aunque en su lugar están implicados como animales reales.
- Spider-Ham aparece como un personaje jugable en Marvel Puzzle Quest.
- Spider-Ham aparece como un personaje jugable en Marvel Contest of Champions, nuevamente con la voz de John Mulaney.[11]
- Spider-Ham hace una aparición en Fortnite: Battle Royale como un emoticón el 23 de mayo de 2023 a través de una colaboración de Across the Spider-Verse. Entra y sale a través de un portal dimensional para darle al jugador su mazo.[13]

### Varios
- El Especial Wizard de Spider-Man ofreció una parodia cómica de Twisted Toyfare Theater, "Cuatro cinchas y un funeral". En ella, Spider-Ham es uno de los platos servidos en el funeral de Spider-Man.
- Un "spidercerdo" aparece en Los Simpson: la película como la mascota de Homer Simpson que solía estar en un comercial de Krusty Burger, más tarde es renombrado Harry Popoter. Ha hecho varios cameos en The Simpsons desde la película. En un episodio, él se balanceó por el título de apertura de una manera similar como Spider-Man.

## Recepción
En agosto de 2009, TIME enumeró a Spider-Ham como uno de los "10 personajes de Marvel más extraños".